# Eres (chanson)
 (mars 2012).
Si vous disposez d'ouvrages ou d'articles de référence ou si vous connaissez des sites web de qualité traitant du thème abordé ici, merci de compléter l'article en donnant les références utiles à sa vérifiabilité et en les liant à la section « Notes et références ».
Eres est une chanson écrite par la chanteuse-compositrice-interprète Shakira. 

## Informations sur le morceau
Bien qu'elle n'ait pas été un succès des ventes, cette chanson n'en reste pas moins le titre le plus connu en Colombie de son premier album Magia. Malgré le très faible tirage de cet album, la chanson fut souvent diffusée à la radio et contribua à faire connaître Shakira à travers tout le pays.
La chanson apparaît sur l'album Peligro après Esta noche voy contigo. Elle ne fut pas éditée sous forme de single et ne bénéficia pas non plus d'un clip de promotion.
"Eres" a remporté la troisième place dans le Festival de la Chanson de Viña del Mar (Chili) en 1993[réf. nécessaire].